# Bonds of Norwich
Bonds of Norwich was een Brits warenhuis in All Saints Green, Norwich. 
John Lewis Partnership kocht het bedrijf in 1982. De winkel werd in 2001 omgedoopt tot John Lewis.

## Geschiedenis
Bonds werd in februari 1879 opgericht door Robert Herne Bond toen hij de manufacturenwinkel Woodlands aan het einde van Ber Street overnam. Robert was de zoon van een boer, maar begon eerst als kruidenier in Londen te werken, voordat hij het manufacturenvak leerde bij zijn broer James in Chelmsford. Bonds in Chelmsford groeide uit tot een op zichzelf staand warenhuis en werd vóór het uitbreken van de Tweede Wereldoorlog gekocht door Debenhams.
De manufacturenhandelhandel was zeer concurrerend met alleen al bijna 90 bedrijven in Norwich. Om opgemerkt te worden adverteerde Robert Bond op de voorkant van de krant Norwich Mercury met een grote uitverkoop, waarbij de voorraden van de vorige eigenaren tegen sterk gereduceerde prijzen verkocht. In 1881 woonden Robert en zijn vrouw Mary boven het pand met vijf van hun medewerkers, waaronder een modevakassistente die Mary Bond hielp bij het opzetten van een afdeling. Het bedrijf breidde uit door twee van de aangrenzende panden te kopen en in 1903 kwamen Roberts twee zonen William en Ernest bij het bedrijf. De bedrijfsnaam werd gewijzigd in R H Bond & Sons. De derde zoon James Owen Bond werd architect - zijn bedrijf The Owen Bond Partnership ontwierp de winkeluitbreiding uit 1938.
In 1924 stierf Robert Bond. Hij werd als voorzitter opgevolgd door zoon William. De winkel werd herbouwd in 1914 met etalages aan Ber Street en All Saints Green en een arcade in het midden. In de jaren dertig breidde de winkel zich uit door de Thatched Cinema op All Saints Green te kopen en te gebruiken als restaurant en kantoren.
In 1938 kwam 23-25 All Saints Green beschikbaar en werd een nieuwe uitbreiding toegevoegd. De gebouwen werden echter beschadigd tijdens de oorlog, waarbij de Thatched Cinema afbrandde. De winkelactiviteiten werden daarop gehuisvest in leegstaande panden in Norwich.
Op 27 en 28 april 1942 brandde de winkel bijna volledig af tijdens de Baedeker Blitz. De toenmalige eigenaar, Ernest Bond, zorgde ervoor dat de winkel binnen drie dagen na het bombardement weer in bedrijf was en verkocht wat hij uit zijn beschadigde voorraad kon redden. Hiervoor gebruikte hij beschadigde en niet in gebruik zijnde bussen die hij op de parkeerplaats zette en inzette als winkel.
Na de oorlog ontwierp Robert Owen Bond, die bij het Owen Bond-bureau van zijn vader werkte, de nieuwe winkel die in 1951 werd voltooid. Het bedrijf groeide na de oorlog en kocht Green in Haymarket en Cluttens in East Dereham.
In de jaren zeventig verslechterde de handel echter gestaag. Directeur Nicholas Hinde, verliet het bedrijf in 1979 en nam de winkel in East Dereham over. Een moderniseringsproject en de toevoeging van nog eens 14.000 vierkante meter verkoopruimte werden in hetzelfde jaar voltooid in een poging om het bedrijf te veranderen.
Veranderingen in de Norwich-warenhuis konden de achteruitgang van de omzet niet stoppen. Operationele verliezen sinds 1978 leidden uiteindelijk tot de verkoop van het bedrijf in 1982. John Lewis Partnership kocht het bedrijf voor een bedrag van £ 1 miljoen.
De winkel bleef tot 2001 handelen onder de naam Bonds, waarna deze werd voortgezet onder John Lewis.